# Ilpo Seppälä
Ilpo Kalervo Seppälä (ur. 26 października 1953 w Viitasaari) – fiński zapaśnik walczący w stylu klasycznym. Olimpijczyk z Los Angeles 1984, gdzie zajął jedenaste miejsce w kategorii 57 kg.
Brązowy medalista mistrzostw świata w 1981. Siódmy na mistrzostwach Europy w 1984. Wojskowy wicemistrz świata z 1974. 
Zdobył trzy złote medale na mistrzostwach nordyckich w latach 1975 - 1979.